# Alstom Coradia Duplex
Az Alstom Coradia Duplex az Alstom cég regionális forgalomra tervezett emeletes motorvonatcsaládja. A járművek legnagyobb sebessége kiviteltől függően 130–200 km/h. Készíthető 2–5 részes kivitelben 185–576 ülőhellyel. A szerelvények gyártásában az Alstom franciaországi Valenciennes-ben, Tarbes-ben, Villeurbanne-ben, Le Creusot–ban, és a belgiumi Charleroi-ban található gyártóüzemei vesznek részt, de közreműködik a Bombardier Transportation franciaországi leányvállalata, az ANF is. 
A típus részt vett a MÁV 30+30 db motorvonat beszerzésére indított közbeszerzési eljáráson, de a 18 tonnát meghaladó legnagyobb tengelyterhelése miatt az ajánlatot érvénytelenné nyilvánították. Az Alstom hazai partnere a Ganz Holding lett volna.

## Üzemeltetők, típusok

### SNCF Z 24500 / Z 26500
Az SNCF által TER 2N NG típusúnak jelölt Coradia Duplex vonatokból a francia államvasút az alábbi felosztás szerint
rendelt/szerzett be:
- Z 24500: háromrészes, 141 db (54 1. o. és 289 2. o. ülőhely)
  - TER Lorraine 25 db (Memor II+ vonatbefolyásolóval),
  - TER Pays de Loire 10 db,
  - TER Rhône-Alpes 60 db (54 1. o. és 282 2. o. ülőhely),
  - TER Nord-Pas-de-Calais 46 db, (326 2. o. ülőhely).
- Z 26500: négyrészes, 42 db (81 1. o. és 372 2. o. ülőhely)
  - TER Centre 12 db, (Paris-Chartres),
  - TER Picardie 15 db, (Paris-Beauvais)
  - TER P.A.C.A. 10 db (81 1. o. és 379 2. o. ülőhely),
  - Monacói Hercegség 5 db.
- Z 26500: ötrészes, 23 db (108 1. o. és 459 2. o. ülőhely)
  - TER Picardie 8 db (Paris-Amiens és Paris-St. Quentin),
  - TER Haute Normandie 15 db.

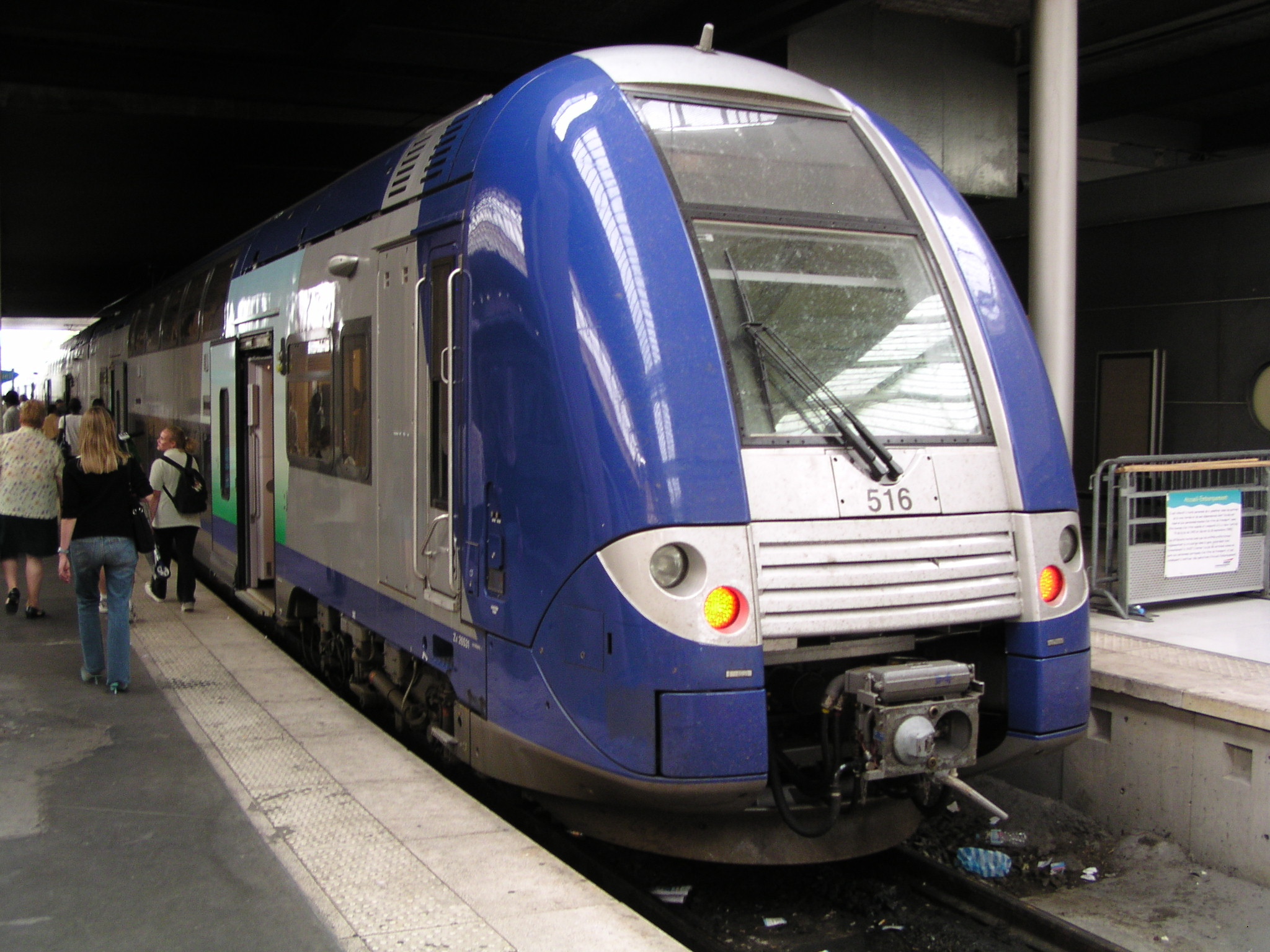
Az SNCF Z 26531 pályaszámú Coradia Duplex motorvonata Paris Gare du Nord-on

A francia SNCF 2000-től kezdve összesen 90 Coradia Duplex motorvonatot vásárolt és 2006-ban további 21 motorvonatot rendelt, melyeket 2007 szeptembere és 2009 között szállítanak ki. A vonatok Nord-Pas-de-Calais, Rhône-Alpes, Provence-Alpes-Côte d’Azur (P.A.C.A.), Pikárdia (Picardie), Centre-Val de Loire, Lotaringia és Felső-Normandia (Haute-Normandie) régiókban közlekednek. Hosszúságuk 107,5–133,9 m, legnagyobb sebességük 160 km/h. Minden jármű kétáramrendszerű, tehát a francia 1,5 kV DC és 25 kV 50 Hz AC hálózaton egyaránt üzemelhet. A megrendelt járművek összmennyisége időközben 219 db-ra nőtt.
 Az SNCF Coradia Duplex vonatainak hivatalos színei:
- „gris metallisé”
- „bleu institution”
- „gris quartz opaque”

### CFL 2200
A luxemburgi Chemins de Fer Luxembourgeois (CFL) összesen 12 db, az SNCF-ével azonos kivitelű, háromrészes Coradia Duplex motorvonattal rendelkezik. A járművek színezés hasonló az SNCF-éhez, csak itt a kéket a RAL 3003 rubinvörös szín helyettesíti.

### SJ X40

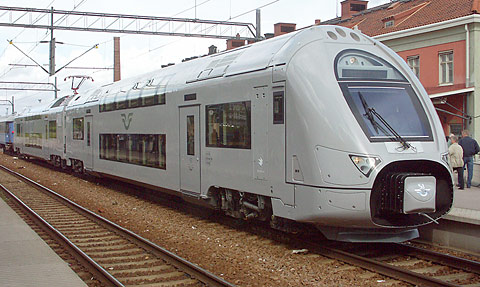
Az SJ X40 sorozatú Coradia Duplex motorvonata

A svéd Statens Järnvägar (SJ) két- és háromrészes, 200 km/h legnagyobb sebességű Coradia Duplex motorvonatot üzemeltet a svéd főváros, Stockholm körüli régióban. A vonatok két szélső kocsija eltérő kivitelű: az egyik jármű felső szintjén 1. osztályú utastér, az alsó szintjén utaskiszolgáló szakasz található, míg a másik jármű csak 2. osztályú ülőhelyekkel rendelkezik. Az előbbi kocsi 85, az utóbbi 110 ülőhelyes. A háromrészes változatok közbenső kocsijában 108 ülőhely található. A Svédországban alkalmazott szerkesztési szelvény lehetővé tette, hogy az X40 sorozatú vonatokat a francia és a luxemburgi változathoz képest szélesebb és magasabb kocsiszekrénnyel építsék, azonban e vonatok tömege és tengelyterhelése is meghaladja amazokét.